# 連携排砂

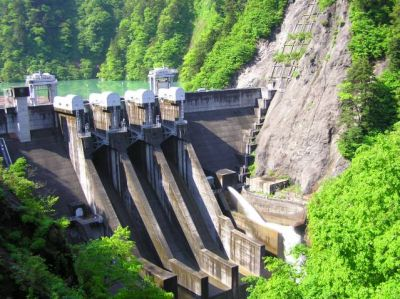
出し平ダム。洪水吐ゲートの両側に排砂ゲートがある

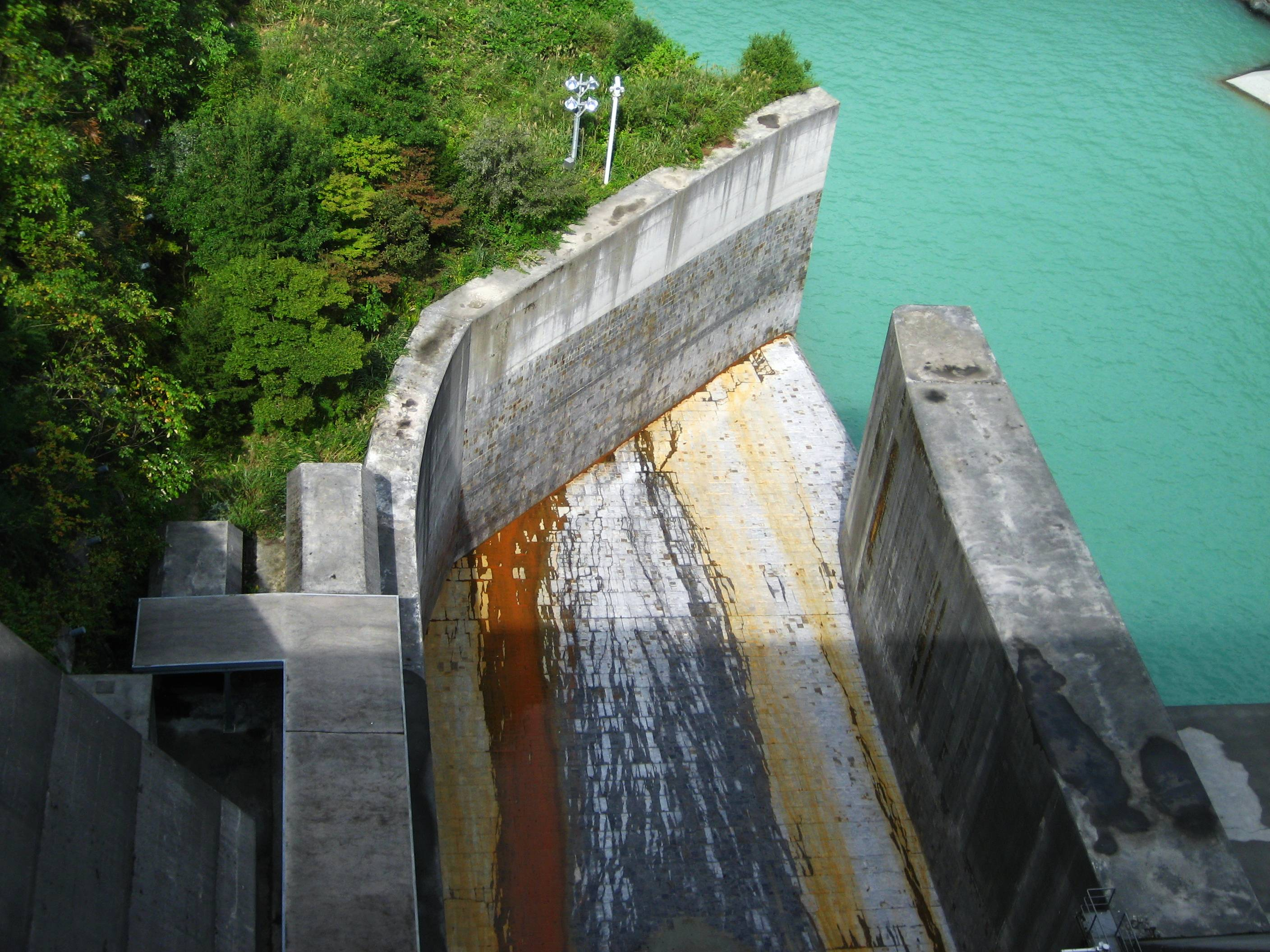
宇奈月ダムの排砂ゲート出口

連携排砂（れんけいはいさ）とは、排砂ゲートを設けたダムからの排砂が、同一河川の上流下流で隣り合うダムで連携して行われること。黒部川の出し平ダム・宇奈月ダムでは、世界的にも珍しいこの方式でダムに堆積した土砂を排砂している。同様の排砂は中国の黄河に建設されたダムでも行われている。また連携ではない単独での排砂放流は日本をはじめ世界各地のダムで行われている。
ダムは、貯水池の容量を必要とする治水や各種用水の補給にはダム湖への土砂堆積による貯水池容量の減少を防ぐ必要があり、黒部川では特に険しい地形から土砂流出量が極めて多く（3,300 m3/km2/年：宇奈月ダム地点）、その対策として排砂が考えられた。また同時に砂浜の材料である土砂を海に供給することにより、大量の流出土砂で維持されてきた海岸線の後退を防ぐ目的もある。
2017年3月、連携排砂実施機関である国土交通省北陸地方整備局河川部と関西電力株式会社電力流通事業本部北陸電力部は、16年間行ってきた排砂の知見を取りまとめた「黒部川 出し平ダム 宇奈月ダム 連携排砂のガイドライン（案）」を策定。以後、毎年続けてきた連携排砂は、ガイドラインに沿って行われている。

## 裁判
黒部川河口以東で操業する刺し網漁業者らの一部は、排出された土砂は長期間の堆積により、有機物が腐敗しヘドロに変質しており、また排砂される微粒子による影響で、黒部川や下流の入善沖にて、漁業被害が起こっていると主張して裁判を起こした。2007年3月28日、公害等調整委員会の裁定委員会はワカメの養殖についての被害は認めたものの、ヒラメの漁業被害は因果関係の立証や証拠がないなどの理由で認めることができないとした。2011年4月4日、名古屋高等裁判所金沢支部にて、原告側が賠償請求を取り下げるかわりに、関西電力側が排砂の方法について漁業者の意見を聞くという条件で和解が成立した。

## 連携排砂の関係する機関

### 黒部川土砂管理協議会
黒部川土砂管理協議会は、富山県および関係市町の首長等で構成され、円滑な排砂および適切な土砂管理等について農業や漁業などの関係機関と協議、調整を行う。2019年5月に46回目の開催となった。

### 黒部川ダム排砂評価委員会
黒部川ダム排砂評価委員会は、学識経験者などで構成され、排砂による影響について客観的な立場から環境調査データを評価する。2019年3月の開催で50回目の開催となった。

## 黒部川連携排砂の推進派意見

### 出し平ダムの初回排砂放流による漁業被害の原因
1991年12月、出し平ダムの初回排砂放流でヘドロが流されて漁業被害が起きたとされ、公害訴訟が起きているが、これは宇奈月ダムが完成する前に、先に完成していた出し平ダムが単独で行った第1回排砂放流において、渇水期の冬に、出し平ダム貯水開始から6年以上経過してダム湖に蓄積して変質したものを、薄める水が少ない冬にまとめて流したのが問題ではないかと考えられている。

### 増水時の排砂/より自然の状態に近く
初回の排砂の結果をふまえて下流域への影響を少なくする方法が検討され、また1995年7月11日に発生した豪雨で非常に大量の土砂が流出したため3年間に3回、増水時に排砂放流を行った。これにより増水時に排砂することで下流への影響がダムが存在しない自然の状態に近い方法であるという観測結果が得られた。

### 現在
以上のことをふまえ、現在ではダム湖に土砂が流れ込むのは90%以上が増水時であることから、黒部川が増水する度に（その年の最初の増水に合わせて）連携排砂、以後は増水に合わせて連携通砂を行い、ダム湖に土砂を蓄積せずに流すように運用されており、ダムが無い自然の状態の土砂移動に近付けるように自然との共存を目指して運用改善の努力がなされているが、まだまだ改善すべき余地があると指摘する意見も多い。
2020年からは、宇奈月ダムのゲートを先に開け、水位が半分になってから出し平ダムのゲートを開ける方法に変更。これにより、水の濁りのピークを減らし、宇奈月ダムに溜まる土砂の量を大幅に減らせると期待される。

## 黒部川連携排砂の反対派意見

### 洪水時の出水との違い
通常の洪水による濁りは一時的なものだが、排砂による濁りは長期化（1か月近くの年もある）し、淵や落ち込みは埋まり、黒部川の清流や景観が失われた。河口部に営巣していたコアジサシ（鳥類レッドリストの希少種）も姿が見られなくなった。これは排砂により雛の生存と餌となる小魚がいなくなったためと考えられる。

### 漁業被害を実質認める関西電力
関西電力は、国土交通省と共に環境や漁業への影響はほとんどないと主張している。ところが一方では、富山県漁業協同組合連合会に漁業振興資金と称して補償金を毎年7000万円支払っているほか、黒部川内水面漁協には98年から毎年1250万円の漁業補償を支払っている。2004年にもアユなどの漁業被害として2600万円の補償金を支払っている。今後の漁業被害も定量的に把握して補償する旨を表明している。

### 排砂の恒常化による被害の拡大・深刻化
1991年12月の初回の排砂実験により、1年以上土砂を堆積すると変質が起こるため、出・洪水時に年一回以上排砂や通砂を行うことが現在の主な改善点となっている。
しかし、自然の中で1年だけ溜まった土砂だけを流すのは不可能である。
宇奈月ダムが「安定河床」になるまで、出し平ダムからの土砂を溜め続けるため、既に流れ込み部分では土砂の変質が起きている。
さらに、2003年に小屋平ダムから、70年近く溜まっていた土砂が流され、出し平ダムや宇奈月ダムなどに流れ込み、「ヘドロ化する前に土砂流出」という前提さえも崩れている。
現在も、排砂によって流されるヘドロが黒部川から河口沿岸の海域に拡散し、堆積しており、中でも底魚を捕獲する刺し網漁は、毎年のように行われる排砂により、壊滅的な打撃を受けている。

### 黒部川沿岸での海の変化
富山湾の主な海流は新潟方面に流れるために、漁業被害も入善から朝日町一帯にかけて顕著に現れ、沿岸の海は魚介類ばかりか海藻も生えない海の砂漠化が始まり、その影響は新潟県まで広がっている。

### 環境影響調査や評価の問題点

#### 調査自体の問題
従来の調査は排砂前後の水質や土砂などの比較に偏っており、漁業被害の実態の把握とその原因の解明につながるような調査はほとんど行われていない。

#### 評価委員会の評価方法の問題
評価委員の人選や環境影響調査実施の権限は、排砂を実施する側の関西電力と国土交通省が持っており、漁業者らが直接発言する機会がない。委員の中には一度も排砂の現場に立ち会ったことがない者も多く、委員会は、コンサルタント会社から出されたデータを評価しているだけとも言われている。

#### 評価委員会の位置付けの限界
評価委員会は与えられたデータについてのみ評価する役割を求められ、排砂方法を抜本的に改善するための意見や提案を検討することは求められていない。